# Ergavia brunnea
Ergavia brunnea är en fjärilsart som beskrevs av William Schaus 1901. Ergavia brunnea ingår i släktet Ergavia och familjen mätare. Inga underarter finns listade i Catalogue of Life.